# Thomas Strand
Lars Ingemar Thomas Strand, född 30 januari 1954 i Hidinge församling i Örebro län, är en svensk politiker (socialdemokrat), som var ordinarie riksdagsledamot 2006–2018 (även ersättare 2002 och 2005), invald för Jönköpings läns valkrets.
Innan riksdagsarbetet arbetade Strand som organisationschef. Han är medlem i Broderskapsrörelsen och är styrelseledamot i dess styrelse.

## Riksdagsledamot
Strand valdes in i riksdagen som ordinarie ledamot i valet 2006. Dessförinnan var Strand ersättare i riksdagen i två omgångar under kortare perioder år 2002 och 2005.
Efter valet 2006 blev Strand suppleant i utbildningsutskottet, vilket varade till oktober 2007 då han istället blev ordinarie ledamot i utskottet. I januari 2007 blev Strand även suppleant i kulturutskottet.